# Fuat Sezgin
Fuat Sezgin (Bitlis, 24 ottobre 1924 – Istanbul, 30 giugno 2018) è stato un orientalista turco.

## Biografia
Studiò nell'Università di Istanbul, prendendo un PhD sotto la guida dello studioso tedesco Hellmut Ritter nel 1950, con una tesi dal titolo Buhari’nin Kaynakları (Le fonti di Al-Bukhari).
Specializzato nella storia delle scienze arabo-islamiche, cominciò a operare come docente nell'Ateneo in cui aveva studiato ma perse il posto a seguito dell'intervento delle forze armate che rovesciò nel 1960 il governo del Partito Democratico del premier Menderes, accusato di collusione coi movimenti reazionari che innescarono il Pogrom d'Istanbul. 

Si recò allora in Germania come visiting professor, dove entrò nel 1965 a far parte dello staff dei docenti dell'Università Johann Wolfgang Goethe di Francoforte (Germania) in cui, al termine della sua carriera universitaria, fu proclamato Professor emeritus di "Storia di Scienze Naturali". 
È stato fondatore e poi Direttore onorario dell'Istituto di Storia delle Scienze arabo-islamiche della stessa città tedesca.
Ha creato musei a Francoforte e Istanbul, contenenti repliche di strumenti, apparecchiature e mappe  storico-scientifiche arabo-islamiche.
Nel 1968, Sezgin ritrovò nel sepolcro dell'Imam sciita ʿAlī al-Riḍā, nella città santa di Mashhad, nel NE dell'Iran, quattro libri di Diofanto di Alessandria, fino ad allora rimasti sconosciuti, facenti parte della sua opera Arithmetica.
La sua più nota e apprezzata opera scientifica è un repertorio bio-bibliografico di studiosi musulmani, articolata su 17 volumi, dal titolo Geschichte des Arabischen Schrifttums, diventata un riferimento indispensabile per gli studiosi orientalisti di tutto il mondo accademico e scientifico.

## Riconoscimenti
Il 24 settembre 2012, Melih Gökçek, sindaco del comune metropolitano di Ankara, ha annunciato che una piazza ad Ankara sarebbe stata intitolata a Fuat Sezgin. Una scultura che lo ritrae, eseguita dall'artista Aslan Başpınar fu inaugurata in quella stessa giornata, alla presenza di Fuat Sezgin e di sua moglie Ursula dal sindaco.